# Hygrohypnum steerei
Hygrohypnum steerei là một loài rêu trong họ Amblystegiaceae. Loài này được Sharp mô tả khoa học đầu tiên năm 1978.